# Klonk!
Klonk! (englischer Titel: Thud!) ist ein 2005 veröffentlichter Fantasy-Roman von Terry Pratchett. Es ist der 34. Scheibenwelt-Roman. 2006 wurde das Werk für den Locus Award als bester Fantasy-Roman nominiert. Orte der Handlung sind Ankh-Morpork und das Koomtal. Klonk! gehört zu den Stadtwachen-Geschichten und Kommandeur Mumm muss fünf brutale Morde an Zwergen aufklären – gegen den Widerstand der Zwergencommunity. Dabei muss er sich mit unterschiedlichen Problemstellungen herumschlagen, darunter: ethnische Konflikte, Extremismus, Demagogie, Fundamentalismus, Tradition, Kunst, Drogen und PDAs.

## Handlung
Die Schlacht zwischen Zwergen und Trollen im Koomtal ist ein legendäres, historisches Ereignis – für beide Seiten. Klonk, ein Brettspiel, bei dem 32 Zwerge gegen 8 Trolle antreten, ist die symbolische Erinnerung an die Koomtalschlacht auf einem Pappviereck, aber keineswegs die einzige. Alljährlich werden Gedenkfeiern und Umzüge zu diesem Datum organisiert. Ein seriöser Historiker würde darauf hinweisen, dass diese Schlacht in den letzten 1500 Jahren mindestens ein Dutzend Mal geschlagen wurde.
Wieder einmal steht der Koomtaltag bevor und in Ankh-Morpork brodelt es. In den letzten Monaten ist eine große Gruppe Tiefener, sogenannte Grags (quasi die Ultras unter den Zwergen), in die Stadt gekommen. Schinkenbrecher, ein besonders chauvinistischer Zwergenpopulist, hat die Stimmung wochenlang extrem aufgeheizt und wurde ermordet. Angeblich von einem Troll, wie die Zwerge behaupten, während die Trolle ebenso nachdrücklich ihre Unschuld beteuern. Die Stadt steht kurz vor einem Bürgerkrieg.
Das ist die Lage, mit der sich Kommandeur Mumm konfrontiert sieht und die ihn laut und vernehmlich die Fragen nach der Allgemeingültigkeit des Gesetzes stellen lässt: Wie tief reicht das Recht von Ankh-Morpork? Wer ist für diese Mordermittlung zuständig? – Schließlich war Schinkenbrecher sehr tief unter der Stadt umgebracht worden, in einer Art Mine, die die Tiefener dort hatten graben lassen. Gegen heftige Widerstände besichtigt Mumm den Tatort. Ohne es zu merken, begegnet ihm dort Die Rufende Dunkelheit – ein schicksalsträchtiges zwergisches Minenzeichen, das wütenden Rachedurst symbolisiert. Von diesem Zeitpunkt an führt Mumm einen permanenten inneren Kampf gegen die Versuchung, diesem überwältigenden Rachebedürfnis nachzukommen.
Ungeachtet dessen setzt er durch, dass die Zwerge Hauptmann Karotte als Ermittler akzeptieren, und stellt ihm Feldwebel Angua, die Werwölfin der Wache, so wie Obergefreite Sally, die ofenfrische Vampirrekrutin, zur Seite. Schon bald wird klar, dass die Zwerge etwas verheimlichen. Weder ihre Angaben zu Schinkenbrechers Tod, noch ihre Erklärungen für die Anwesenheit der Tiefener und deren rege Grabungstätigkeit sind stimmig.
Im Zuge der Ermittlungen entdeckt Mumm die Klonk-Akademie von Herrn Schein, einem der extrem seltenen Diamant-Trolle und noch ungekrönt, dem nächsten König der Troll-Clans. In dieser gemischtrassigen Spielothek für Fortgeschrittene gibt Herr Schein dem Kommandeur der Wache entscheidende Hinweise darauf, warum sich die Grags in der Stadt befinden. Außerdem überstellt er ihm Ziegel, einen drogensüchtigen Trolljugendlichen, der in der Mordnacht tatsächlich in den Zwergenstollen gewesen ist und als Zeuge fungieren könnte.
Während die Fahnder der Wache den Mordfall untersuchen, geht fast unter, dass der kongeniale Colon-Nobbs wegen eines Bilderdiebstahls im königlichen Kunstmuseum ermittelt. Der Schlingel, wie der Museumsdirektor das 15 Meter lange Gemälde der Koomtalschlacht flapsig nennt, wurde aus dem Rahmen geschnitten und entwendet. Wenn man dem populären Buch „Der Koomtalkodex“ glauben kann, verbirgt Methodia Schlingels einziges Werk ein großes Geheimnis.
Nachdem die Tiefener vier junge Stadtzwerge, die für sie das Graben übernommen hatten, umgebracht und anschließend fluchtartig die Stadt verlassen haben, muss sich auch Samuel Mumm mit dem Geheimnis befassen. Die Grags haben etwas gesucht, das mit Schlingel oder seinem Gemälde in Zusammenhang stand. Nachdem sie gefunden hatten, was sie suchten, wurde tabula rasa gemacht, um das Geheimnis zu wahren. Im Zuge dieser Aktion drangen außerdem drei Tiefener in den Familiensitz in der Teekuchenstraße ein und versuchten Lady Sybil und Sam junior umzubringen. Das ist misslungen, aber Samuel Mumm ist jetzt wie entfesselt, um die Mörder zu fassen. Die Rufende Dunkelheit frohlockt.
Früher hatte der Schlingel zum käsedickschen Haushalt gehört, weshalb Lady Sybil im Zuge eines Schulprojekts eine maßstabsgetreue 1:5-Kopie des Bildes angefertigt hat, die auf dem Dachboden auf eine künftige Nutzung wartete. Intensives Bilderstudium, tiefes Nachdenken und die  Befragung des Museumsdirektors bringen Mumm schließlich auf die Spur des Geheimnisses von Schlingels Gemälde. Es ist eine Karte, die auf Jahrtausende genau eine bestimmte Stelle im Koomtal bezeichnet. Dorthin sind die Mörderzwerge unterwegs. Wenn Mumm sie erwischen will, muss er einen Ausflug ins Tal unternehmen.
Mithilfe der Zauberer (Die Wache nutzt keine Magie! Basta!) gelangen Mumm und sein elfköpfiger Tross binnen weniger Stunden an den Rand des Koomtals. Nach mühsamer Suche findet Mumm die Stelle, die das Gemälde von Schlingel zeigt. Ein tiefes Loch führt dort ins Innere der Erde. Leichtsinnig, vielleicht aber auch von der Rufenden Dunkelheit manipuliert, steigt der Kommandeur allein in den Schacht und stürzt ab. Er landet in einem unterirdischen Fluss und wird bewusstlos weggespült. Als er wieder zu sich kommt, ist er desorientiert und stapft mechanisch durch zahllose Höhlen flussaufwärts, bis er eine größere Menschengruppe hört. Er hat die Tiefener gefunden, die gerade dabei sind, den Schatz des Koomtals zu zerstören. Mumm rastet völlig aus, überwältigt mehrere Zwergenwächter und ist gerade dabei, einen der alten Grags zu töten, als er innehält. Was er da vorhat, fühlt sich nicht richtig an. Inzwischen sind nicht nur seine Begleiter aus der anderen Richtung auf die Tiefener gestoßen. Es wird voll in der Höhle, ein 60-köpfiges Kontingent Soldaten des Niederen Königs besetzt die Lokalität und nimmt alle Beteiligten in Gewahrsam.
Während er auf die Ankunft des Niederen Königs wartet, hat Mumm endlich die Gelegenheit wahrzunehmen, was sich hier in der Höhle verbirgt. Sie ist voller versteinerter Trolle und Zwerge, die Rücken an Rücken sitzend miteinander Klonk spielen. Am prominentesten nehmen sich dabei die Führer der Versteinerten aus, B’hrian Blutaxt, der König der Zwerge, und Diamant, der König der Trolle. Damit aus diesem Mausoleum ein echtes Multimedia-Event wird, kommt schließlich der Würfel zum Einsatz, den die Grags in Ankh-Morpork ausgegraben haben – eine Art robuster iPod. Er verkündet mit den Stimmen der beiden toten Herrscher deren Vermächtnis, das unzweideutig den FRIEDEN! zwischen Zwergen und Trollen erklärt.
Die Entdeckung der Königshöhle und des sprechenden Würfels ändert das Verhältnis der beiden Spezies zueinander grundlegend. Das gemeinsame Erbe der Höhle gilt es unbedingt zu schützen. Der Volatilität des Koomtals wegen sind Zwerge und Trolle nun zu permanenter und intensiver Zusammenarbeit gezwungen. Der Koomtaltag gewinnt so völlig neue Bedeutung.

## Sonstiges
- Auch als (gekürztes) Hörbuch, Sprecher: Boris Aljinovic, ISBN 3-86604-331-7 und als ungekürzte Fassung, Sprecher Michel-Che  Koch, Audible Verlag

## Deutschsprachige Ausgabe
- Terry Pratchett: Klonk! Ein Scheibenwelt-Roman. Goldmann, München 2006, ISBN 3-442-54616-8.